# Alexander Geringas

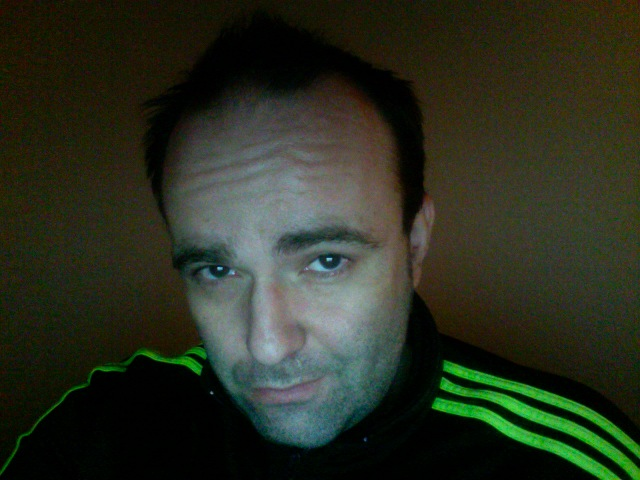
Alexander Geringas (2009)

Alexander Geringas (* 2. März 1971 in Moskau) ist ein deutscher Musikproduzent, Songwriter und Schauspieler.

## Leben und Werk
Alexander Geringas wuchs als Sohn des Cellisten David Geringas und der Pianistin Tanja Schatz in Hamburg auf und studierte Schauspiel an der Otto-Falckenberg-Schule München und an der Hochschule für Musik und Theater Hamburg. Es folgten Stückverträge als Schauspieler u. a. an den Bühnen Lübeck, dem Volkstheater Rostock und seit 1996 regelmäßig bei den Hamburger Kammerspielen, wo er an der Seite von u. a. Ulrich Tukur, Gerd Wameling und Peter Fitz spielte. Dort wurden auch Geringas' Kindertheaterstücke Der rote Korsar (1996), Das Geheimnis der roten Hand (1998), Das rote Königsspiel (2000) und Der rote Faden (2002) uraufgeführt, die er gemeinsam mit Marc Letzig schrieb.
2005 spielte er wieder an den Hamburger Kammerspielen. Diesmal in der Aki Kaurismäki-Adaption Der Mann Ohne Vergangenheit unter der Regie von Gil Mehmert. In den Franz Wittenbrink-Liederabenden Les Adieux (2003 u. a. Eröffnung 13. Ruhrfestspiele Recklinghausen) und Mütter (2004) spielte und sang Geringas am St. Pauli Theater. 2007 spielt er am Ernst-Deutsch-Theater in Stephan Bensons Seestück mit Liedgut Männer, Masten und Matrosen.
Alexander Geringas spielte in dem Kinofilm Der Stellvertreter von Konstantin Costa-Gavras (2002), in diversen Fernsehfilmen (z. B. Napoleon Fritz; Regie: Thorsten Näter, Ende einer Leidenschaft; Regie: Niki Stein u. v. a.) und Serien (Sesamstraße, Hauptrolle, von 1995 bis 2000). 2005 in Der Ermittler; Regie: Peter Fratzscher und Doppelter Einsatz; Regie: Peter Patzak und zuletzt (2007) in der Comedy Weibsbilder.
Seit 1993 entwickelt Alexander Geringas mit seinem Kollegen Peter Jordan Theaterabende mit Musik. Aus dieser Zusammenarbeit entstanden bisher
- die Comedy-Revue Peter und Alexander Show, die von 1996 bis 2000 regelmäßig am Schauspielhaus Bochum und 2001/02 im Thalia Theater (Hamburg) lief,
- 2001 der Country-Abend Ricky California & the Rodeo Heroes, ebenfalls am Thalia-Theater und * 2003 die Too-Late-Night Show Little Trip to Heaven am St.-Pauli-Theater.
- Der Liederabend Grandiose Verlierer. Die heftig umjubelte Uraufführung am 26. November 2005 in den Hamburger Kammerspielen (u. a. mit Stephan Benson und Marion Martienzen) war gleichzeitig auch Geringas' Regiedebüt.
- Geringas' und Jordans letzte Produktion Grandiose Weihnachten wurde am 19. November 2006 in den Hamburger Kammerspielen mit großem Erfolg uraufgeführt.

2006 begann Geringas seine Arbeit mit dem Autor, Regisseur und Komponisten Erik Gedeon. Es entstanden die Songs für Gedeons Stück Hartz 4 – Das Musical am Staatsschauspiel Dresden. In Gedeons Abend Mein Ball am Deutschen Schauspielhaus Hamburg stand Geringas von 2006 bis 2008 auf der Bühne.
Alex Geringas etablierte sich als Produzent, Komponist und Texter von diversen Top-Ten-Hits darunter 8 Mal die Nummer eins (u. a. Leb’ von Die 3. Generation, Nie Genug von Christina Stürmer und Something About Us von No Angels). Er komponierte Songs und schrieb Texte mit und für Limahl, Emilia, No Angels, Joana Zimmer, Christina Stürmer, Die 3. Generation, Howard Carpendale, Vicky Leandros, Alexander Klaws, Bro’Sis, Maya Saban u. v. a.
Neben diversen Gold- und Platinauszeichnungen gewann Die 3. Generation mit seinen Songs 1999 den Echo für die beste Newcomer-Band, und 2003 wurden No Angels für den Geringas/Brötzmann/Petruo-Song mit dem Echo für das beste Musikvideo ausgezeichnet. Insgesamt waren ca. 60 Singles und Alben in den Deutschen, Österreichischen und Schweizer Charts vertreten, an denen er mitgewirkt hat, und verkauften sich bis heute über 7 Mio. Mal.
Darüber hinaus schrieb er mehrere Songs und Scores für Fernsehserien wie u. a. Doppelter Einsatz (RTL), Wilde Jungs (PRO 7), Adelheid und ihre Mörder (ARD), Quatsch-Comedy-Club X-Mas Show (PRO 7), den Big-Brother-Titelsong Leb’ (RTL II) und den KIKA-Titelsong Glaub an dich sowie den Score für den amerikanischen Kurzfilm Leaf Chief von AFI-Regisseur Josef Lieck, in dem er auch als Schauspieler mitwirkte. Geringas produzierte und textete mit seiner Ehefrau Katharina Mittermeier die Deutschen Versionen diverser Titelsongs für Kinder-Comicserien (u. v. a. den Disney-Fernsehfilm Neun Hunde retten Weihnachten, Bob der Baumeister, Postbote Pat, Thomas und seine Freunde).
2008 produziert Geringas in Kooperation mit Melloton (Jan-Philipp Kelber und Joachim Schlüter) das neue Alexander Klaws-Album, entwickelt und produziert eigene Künstler u. a. das Italo-Pop-Duo Destivo (Vittorio Magro, Ex-Banaroo und Claudia Cacciato; in Kooperation mit Thorsten Brötzmann, VÖ: September 2008 bei Koch/Universal), die Hamburger Ausnahmesängerin Marion Martienzen und hat erste Veröffentlichungen in USA (MTV Cribs), GB (Maria Confait), Südafrika (Shine 4) Belgien (Simon Sinnaeve, Idol Gewinner) und Schweden (Sibel, Idol Gewinnerin). Die neue Single von Giovanni (Ex-Bro'Sis) "Wundervoll" die Alex Geringas produziert hat, erschien am 11. Oktober 2008 bei Starwatch / Warner Music.
Außerdem war Geringas 2008 als Music Director bei der siebten Staffel des Reality-TV-Formats Popstars - Just for Girls auf PRO 7 mit auf der Suche nach vier neuen außergewöhnlichen Talenten.
2012 komponierte er das Lied Quietly mit dem die Sängerin Ornella de Santis den zweiten Platz im Finale der Casting-Show Unser Star für Baku belegte.

## Filmografie
- 1997: Sesamstraße (Episode 1775)
- 1997: Ende einer Leidenschaft
- 2000: Im Fadenkreuz (Episode: Bis daß der Tod euch scheidet)
- 2005: Der Ermittler  (Episode: Zahltag)
- 1999: Für alle Fälle Stefanie (Episode: Der Retter)
- 2007: Stubbe – Von Fall zu Fall (Episode: Schmutzige Geschäfte)
- 2007: Die Rettungsflieger (Episode: Mitten im Leben)
- 2009: Da kommt Kalle (Episode: Kohle im Kamin)
- 2023: Not an Artist

## Hörspiele
- Frank Göhre: Schmutzige Wäsche. Regie: Norbert Schaeffer. Radio-Tatort, NDR 2008.
- Elisabeth Herrmann: Schlick. Regie: Sven Stricker. Radio-Tatort, NDR 2010.